# Ioana Badea
Ioana Badea (22 marzo 1964) è un'ex canottiera romena.

## Palmarès

### Olimpiadi
- 1 medaglia:
  - 1 oro (Los Angeles 1984 nel quattro di coppia)